# 치릴 메소디우스 국립도서관

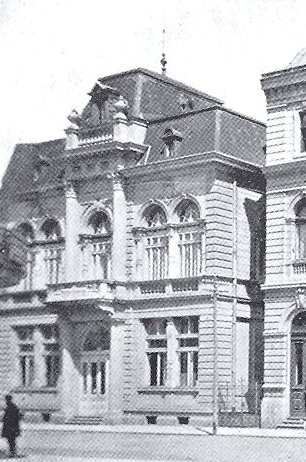
1910년

치릴 메소디우스 국립도서관(불가리아어: Национална библиотека „Св. св. Кирил и Методий“)은 불가리아 소피아에 위치한 국립도서관이다.